# NGC 3136A
NGC 3136A is een onregelmatig sterrenstelsel in het sterrenbeeld Kiel. Het bevindt zich in de buurt van NGC 3136 en NGC 3136B.

## Synoniemen
- ESO 92-7
- FGCE 794
- AM 1002-671
- PGC 29160